# Justice (serie televisiva 1971)
Justice è una serie televisiva britannica andata in onda dall'8 agosto 1971 al 16 settembre 1974 su ITV.
La serie vede protagonista Margaret Lockwood nei panni di Harriet Peterson, una barrister dell'Inghilterra del nord coinvolta in una relazione sentimentale con il dottor Ian Moody. Prodotta dalla Yorkshire Television, è basata approssimativamente su Justice Is a Woman, un episodio della serie ITV Playhouse trasmesso nel 1969, nel quale Lockwood aveva interpretato la medesima parte.
Il tema musicale è Crown Imperial di William Turner Walton.

## Personaggi e interpreti
- Harriet Peterson, interpretata da Margaret Lockwood.
- Dott. Ian Moody, interpretato da John Stone.
- William Corletti, interpretato da John Bryans.
- Sir John Gallagher, interpretato da Philip Stone.
- John Eliot, interpretato da Anthony Valentine.

## Episodi
| Stagione         | Episodi | Prima TV Regno Unito | Prima TV Italia |
| ---------------- | ------- | -------------------- | --------------- |
| Prima stagione   | 13      | 1971-1972            |                 |
| Seconda stagione | 13      | 1973                 |                 |
| Terza stagione   | 13      | 1974                 |                 |